# Unleash

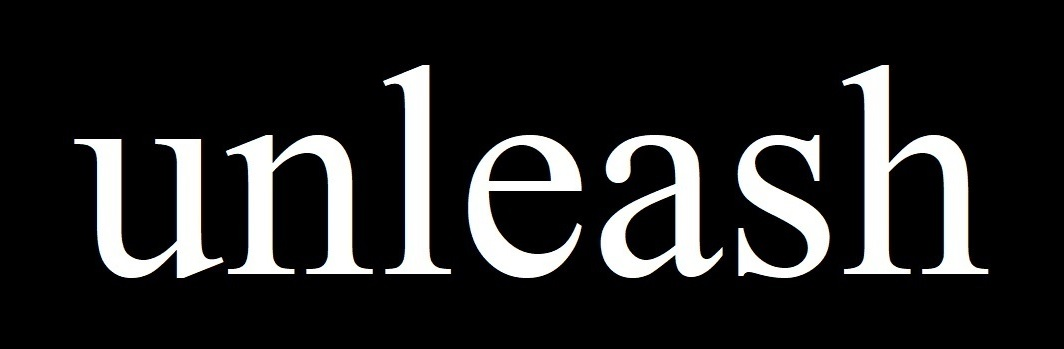
unleashのロゴ

unleash（アンリーシュ）は、日本のロックバンド。2025年5月30日、2ndアルバム『Right along』リリース。
2017年結成。メンバー変更を経て、2019年11月17日に1stアルバム『Fascination』をリリース。同日、リリース記念ライブをAFTER BEAT（京都市）で開催。

## バンド名
unleashとは「解き放つ」という意味である（英語。正式表記は小文字）。自身の音楽性を解き放つとともに、聴き手と想いを共有することで、日々の様々な苦悩から開放したいとの想いが込められている。
ロゴや楽曲クレジットタイトル等の英字フォントには、一般に普及しているTimes New Romanを採用している。これはデザイン面の観点からだけでなく、さまざまな媒体での表記における汎用性と冗長性を考慮したものである。

## メンバー
| 名前                | 生年月日              | 出身地 | 担当及び立ち位置                        | 備考          |
| ------------------- | --------------------- | ------ | --------------------------------------- | ------------- |
| Atsushi （アツシ）  | 1980年2月2日（45歳）  | 大阪府 | ボーカル                                |               |
| Yusuke （ユウスケ） | 1982年5月6日（43歳）  | 奈良県 | ギター&ピアノ&コーラス (ステージ上手側) | 2017年7月加入 |
| Kota （コウタ）     | 1987年8月11日（37歳） | 奈良県 | ギター&コーラス (ステージ下手側)        | 2017年7月加入 |
| Shun （シュン）     | 1980年8月25日（44歳） | 京都府 | ベース&コーラス                         |               |
| YOUJI （ユウジ）    | 1982年8月7日（42歳）  | 京都府 | ドラムス&パーカッション                 | 2019年1月加入 |

京都のバンドシーンで顔馴染みであったShunと晋哉、晋哉の旧友であったAtsushiの間で「バンドをやろう！」ということになり結成された。20代の頃、Atsushiと晋哉はFenrirという同じロックバンドで活動していたが、解散に伴いAtsushiは音楽活動そのものを辞めてしまっていた。晋哉の強い誘いや同時期に活動していたバンドの再結成等が刺激となり、再活動を決意することになる。当初はAtsushiがボーカル兼ギターを担当する予定であったが、ShunがTHE BACK BEAT、LUNA SUUで活動を共にしていたYusukeを勧誘したことをきっかけに、ボーカル専業に転じる。Yusukeは「Atsushiはギターも上手かったけど、ボーカリストとしてもそこらへんの連中の中で群を抜いていた。俺がこいつをボーカルに専念させてやらなければもったいないと思った」と語っているとおり、Shunが送ったスタジオでのリハーサル音源を聴いて即座に加入を決意した。
KotaはYusukeの従兄弟。お互いが一人っ子であり、また、父同士が兄弟、母同士が従姉妹という兄弟同然の関係であった。Yusukeの誘いにより、一時THE BEAT BEATに参加していたが、解散によりギタリストとしての活動を休止してた。Shunの誘いを受けたYusukeは、ツインギターの形態を所望していたこともあり、即座に相方としてKotaへ声を掛けたところ、「Yusukeの誘いなら」と二つ返事で加入する運びとなった。
その後、数度のライブを敢行したメンバーであったが、一身上の都合により晋哉が脱退。後任として、Yusuke、ShunとLUNA SUUで活動を共にしていたYOUJIは、自身のバンドReincarnationが解散したタイミングで誘いを受け、加入することとなった。Yusukeは、「YOUJIとは音楽性もバンドの在り方そのものや運営に対する考え方も非常に近かった。彼とはいつか一緒にオリジナル曲を携えたバンドやることになると感じていた」と語っている。
作品については、主にAtsushi、Yusukeが作曲を担当している。作詞はAtushiが担当することが多いようであるが、作曲者がYusukeである場合は自身が歌詞を持ち込むこともある。それらの原曲に対してYusukeが一旦アレンジを施したデモ音源を作成し、メンバー全員でさらに作り込んでいく手法を取っている。『Unveil』『Sorrow to Growth』はYOUJIが作曲を担当しており、現時点ではこの2曲が両氏以外の原曲作品である。
unleashには明確なリーダーは存在せず、確立されていない。

## 音楽性と影響
90年代の日本に多く存在した、オルタナティブギターロックバンドの流れを汲んだ音楽性である。
ギタリストの2名に関しては、Van HalenやTOTOなどの80年代の洋楽を代表するハードロック、アメリカン・プログレ・ハードを筆頭に、邦楽においては、YusukeがLUNA SEAやChar、KotaはBOØWYやそのギタリストであった布袋寅泰に代表されるビートロックからの影響を公言している。非常に近しい関係性によって生み出される緻密なアレンジに基づく絡み合いや、一切の遠慮なくぶつかり合うギターアレンジがunleashの大きな魅力の一つとなっている。また、両氏とも幼少期にピアノレッスンを受けていたことから、クラシック音楽やオーケストラに対する造詣も深く、バラード曲を中心にピアノや大胆なストリングスアレンジを取り入れた楽曲が多く存在していることも特徴である。1stアルバム『Fascination』のボーナストラックや、コンサートのSEとして聴くことができるピアノ曲は、Yusukeのアレンジと演奏によるものである。
メンバーそれぞれが異なるルーツを持ちながらも、点在する共通項を掛け合わせることにより、unleash特有のサウンドと音楽性を創造していると考えられている。

## 来歴[1]
2017年
- 1月：Atsushi、Shun、晋哉が中心となり結成。
- 7月：Yusuke、Kota加入。

2018年
- 2月11日：AFTER BEAT（京都市）にて初ライブを行う。

- 6月10日：AFTER BEAT（京都市）にてライブを行う。
- 8月19日： AFTER BEAT（京都市）にてライブを行う。
- 12月30日：AFTER BEAT（京都市）にて年末ライブを行う。ライブ会場内限定配布シングル『Fascination/Ageha』を無料配布する（即日予定枚数配布終了）。晋哉の演奏が聴ける唯一の作品であるが、現在は絶版。また、同ライブの終演をもって晋哉が脱退（実際には翌年に脱退が決定した）。

2019年
- 1月20日：YOUJI加入。
- 11月17日：1stアルバム『Fascination』リリース。AFTER BEAT（京都市）にてリリース記念ライブを行う。
- 11月18日：オフィシャルストア開設。
- 11月23日：LINE公式友だちへ、『Fascination』リリース記念ライブから「Fascination」の映像を限定先行配信することを発表。
- 12月8日：LINE公式友だちへ、『Fascination』リリース記念ライブの映像を特別編集したMV「陽炎」を限定先行配信することを発表。

2020年
- 1月3日：『Fascination』リリース記念ライブの映像を特別編集したダイジェストMVを公開。
- 1月19日：『Fascination』収録曲（全7曲、本人映像※『罰』を除く）をJOYSOUNDでカラオケ配信開始。[2]
- 2月22日：1stアルバム『Fascination』リリース記念ライブの映像を特別編集したダイジェストMVから、人気投票第1位を獲得した「Ring」のMVフルサイズを公開。
- 3月7日：2ndシングル『Unveil』のMVショートバージョンを公開。
- 3月12日：2ndシングル『Unveil』をリリース。
- 3月22日：「LIVE!! 2020 -Unveil-」をLIVE HOUSE GATTACA(京都・西院)にて開催予定であったが、新型コロナウイルス感染症の影響拡大により中止。代替として、無観客スタジオライブをYouTubeで配信した。
- 5月30日：LINE友だち専用メンバーページをオフィシャルサイト内に開設。同時に、2ndシングル『Unveil』のMVフルサイズをメンバー限定で公開。
- 6月24日：リメイクシングル『Ageha ~Love Distorted in the Dark~』をリリース。
- 7月22日：4thシングル『Nemesia』をリリース。
- 8月8日：無観客ライブ「LIVE!! 2020 -Nemesia-」をYouTubeにて配信。
- 9月29日：1stアルバム『Fascination』リリース1周年記念企画として、未発表のミュージックビデオを同日から8週連続で公開。
- 11月21日：動画配信サイトU-NEXTにて「Nemesia」のミュージックビデオを配信開始。
- 12月2日：5thシングル『Leaving you』をリリース。同曲のミュージックビデオをYouTubeプレミア公開。

2021年
- 1月27日：6thシングル『Euphoria』をリリース。同曲のミュージックビデオをYouTubeで公開。
- 4月28日：7thシングル『Allusion』をリリース。同曲のミュージックビデオをYouTubeで公開。
- 6月22日：1stアルバム『Fascination』収録曲より『Fascination』をカラオケDAMにて配信開始。[3]
- 8月25日：8thシングル『Sorrow to Growth』をリリース。同曲のミュージックビデオをYouTubeで公開。
- 12月8日：9thシングル『Hearts』をリリース。同曲のミュージックビデオをYouTubeで公開。

2022年
- 3月12日：『LIVE!! 2020 to 2021 -Singles "UNLEASH"』と題して、「Unveil」以降のオリジナルシングル7部作の生演奏を映像と共に収録した作品集を同日からYouTubeで隔週公開。
- 11月20日：「LIVE!! 2020 to 2021 -Singles "UNLEASH"- DAY1」を開催。

2023年
- 3月12日：「LIVE!! 2020 to 2021 -Singles "UNLEASH"- DAY2」を開催。
- 8月27日：「unleash vs Lucia -Unveil to the World-」を開催。

2025年
- 3月23日：「∞ INFINITY ∞ Vol.6 - BARI-HARI 15th ANNIVERSARY -」に出演。
- 5月30日：2ndアルバム『Right along』をリリース。

## ディスコグラフィ[4]

### シングル

#### 配信シングル[5]
| 発売日        | タイトル                           | 収録アルバム |
| ------------- | ---------------------------------- | ------------ |
| 2020年3月12日 | Unveil                             |              |
| 2020年6月24日 | Ageha ~Love Distorted in the Dark~ |              |
| 2020年7月22日 | Nemesia                            |              |
| 2020年12月2日 | Leaving you                        |              |
| 2021年1月27日 | Euphoria                           |              |
| 2021年4月28日 | Allusion                           |              |
| 2021年8月25日 | Sorrow to Growth                   |              |
| 2021年12月8日 | Hearts                             |              |

#### ライブ会場内限定配布シングル
| 配布日         | タイトル          | 規格   | 規格品番 | 備考                                                           |
| -------------- | ----------------- | ------ | -------- | -------------------------------------------------------------- |
| 2018年12月30日 | Fascination/Ageha | 12cmCD | ULS-0001 | 2018年12月30日に行われたライブでの会場内限定無料配布シングル。 |

### アルバム

#### スタジオアルバム[5]
|     | 発売日         | タイトル    | 規格   | 規格品番 | 備考 |
| --- | -------------- | ----------- | ------ | -------- | --- |
| 1st | 2019年11月17日 | Fascination | 12cmCD | ULS-0002 | 収録曲 1.Fascination 2.Lamia 3.Ring 4.陽炎 5.罰 6.Silver rain 7.Starry sky 8.Fascination(Piano)※ボーナストラック                                                               |
| 2nd | 2025年5月30日  | Right along | 配信   | ULS-0003 | 収録曲 01. The Beginning 02. Right along 03. Sleeping in the Forest 04. Canaria 05. Grounder 06. Misty 07. Scorching Heat 08. Air and Sky 09. White Lie 10. Primitive 11. Life |

### 未音源化曲
- EMPTY
- 欲